# Monacha cartusiana
Petit moine, Hélice chartreuse
Espèce
Statut de conservation UICN

 LC  : Préoccupation mineure
Monacha cartusiana, le Petit moine ou l’Hélice chartreuse, est une espèce d'escargots terrestres de la famille des Hygromiidae.

## Répartition
Ce taxon se rencontre dans les pays suivants : Albanie, Allemagne, Autriche, Belgique, Bosnie-Herzégovine, Croatie, Danemark, Espagne, France, Grèce, Hongrie, Italie, Luxembourg, Macédoine du Nord, Monténégro, Pays-Bas, Pologne, Portugal, Roumanie, Royaume-Uni, Serbie, Slovaquie, Slovénie, Suisse, Tchéquie, Ukraine.

## Systématique
Le nom valide complet (avec auteur) de ce taxon est Monacha cartusiana (Müller, 1774).
L'espèce a été initialement classée dans le genre Helix sous le protonyme Helix cartusiana O. F. Müller, 1774.
Ce taxon porte en français les noms vernaculaires ou normalisés suivants : Petit moine, Hélice chartreuse.
Monacha cartusiana a pour synonymes :
- Helix cartusiana var. depressa Caziot, 1909
- Helix (Fruticicola) cartusiana O. F. Müller, 1774
- Helix (Zenobia) bimarginata Gray, 1821
- Helix arenaria Olivi, 1792
- Helix carthusiana sic
- Helix cartusiana O. F. Müller, 1774
- Monacha (Monacha) cartusiana (O. F. Müller, 1774)